# Primäre Standardsequenz
Primäre Standardsequenz (PSS) ist ein Begriff aus der Maya-Forschung, der sich auf Weiheinschriften bezieht. Sie findet sich auf Monumenten, Gebäuden und Keramiken aus Gräbern. Auf Gefäßen zieht sie sich meist am oberen Gefäßrand entlang. Die PSS gibt einen Weihetext, den Besitzer und die Bezeichnung des Gefäßes an. Die Glyphen, von denen einundzwanzig Zeichen bekannt sind, kommen immer in der gleichen Reihenfolge vor und zeigen nur wenige Varianten, was die Entzifferung ungemein erleichtert, da die PSS fast immer durch dieselbe Einführungsglyphe eingeleitet wird.